# 卡日曲
34°30′29″N 96°20′23″E / 34.50806°N 96.33972°E
卡日曲，黃河的河源，源於青海玉樹州稱多縣西北部。
卡日曲的源頭那扎陇查河發源於巴颜喀拉山北麓的那扎仁山麓海拔4852米的三眼北流泉水，東納拉哈涌曲後為拉浪情曲，流入曲麻萊縣後西納棒喀曲轉向東北流，為尕日阿强喀曲，與卡日曲曲果汇合后转向东流，始稱卡日曲，流至卡里恩尕卓玛山以北汇合約古宗列曲後入扎陵湖，全長362.63公里。